# Mertensia maritima

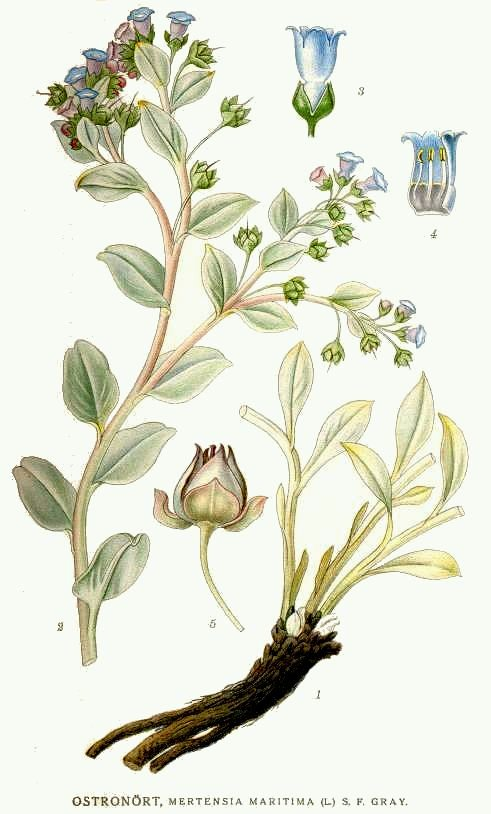
Ilustración

Mertensia maritima es una especie de planta herbácea perteneciente a la familia Boraginaceae.

## Descripción
Es una hierba perenne que produce un tallo de casi 50 centímetros de longitud máxima. La inflorescencia forma un grupo de flores que son primero rojizas, azules y más tarde brillantes.

## Distribución y hábitat
Se encuentra en suelos de grava en el Hemisferio Norte, en el norte de Canadá, Groenlandia, Islandia y Svalbard.

## Usos
Esta planta tiene un fuerte sabor a ostras. A menudo se utiliza en la cocina en combinación con platos de pescado. Se puede comer cruda, cocida o conservada en vinagre como el hinojo marino. Casi ha desaparecido de la costa de Normandía después de una recolección irracional. Se puede comprar en los viveros o pescaderias. También puede crecer en los jardines.

## Taxonomía
Mertensia maritima fue descrita por (Carlos Linneo) Gray y publicado en A Natural Arrangement of British Plants 2: 354. 1821.
Sinonimia
- Casselia maritima (L.) Dumort.
- Casselia parviflora Dumort.
- Cerinthodes maritimum (L.) Kuntze
- Hippoglossum maritimum (L.) Hartm.
- Lithospermum maritimum (L.) Lehm.
- Pneumaria maritima (L.) Hill
- Pulmonaria maritima L.	basónimo
- Pulmonaria procumbens Stokes
- Steenhammera maritima (L.) Rchb.[5]